# Каменка (приток Санарки)
Ка́менка — река в центральной части Челябинской области России. Правый, один из самых крупных притоков реки Санарки (бассейн Тобола). Длина реки — 26 км, площадь водосборного бассейна — 256 км².

## География и гидрология
Истоки реки находятся рядом с урочищем Гусево в Пластовском районе. Впадает в реку Санарка на территории Троицкого района. Высота устья — 244,6 м над уровнем моря. Протекает по территории Пластовского и Троицкого.
В реку впадает левобережный приток река Тёплая, и 3 безымянных притока.

## Населённые пункты
На реке расположены: посёлки Борисовка, Андреевский (Пластовский район).

## Использование
На реке действовал прииск, в результате чего сохранились 4 пруда и мини-водохранилища, в том числе для питания водой приречных сёл.

## Данные водного реестра
По данным государственного водного реестра России относится к Иртышскому бассейновому округу, водохозяйственный участок реки — Тобол от истока до впадения реки Уй, без реки Увелька, речной подбассейн реки — Тобол. Речной бассейн реки — Иртыш.
Код объекта в государственном водном реестре — 14010500212111200000911.